# Gai Albuci Sil
Gai Albuci Sil (en llatí Caius Albucius Silus) va ser un retòric romà, nadiu de Novària al nord d'Itàlia, que era edil a la seva ciutat natal.
Va sortir de la ciutat per causa d'un conflicte judicial i va anar a Roma en temps d'August on va obtenir renom com orador a l'escola de Planc. Després va pledejar a les corts de justícia amb cert èxit, però quan va fracassar en una causa va abandonar Roma i es va establir a Milà on va continuar exercint com advocat. Finalment es va retirar a Novària on es va suïcidar.